# Осока колючковатая
Осо́ка колючкова́тая (лат. Carex muricata) — многолетнее травянистое растение, вид рода Осока (Carex) семейства Осоковые (Cyperaceae).

## Ботаническое описание
Растение без ползучих корневищ.

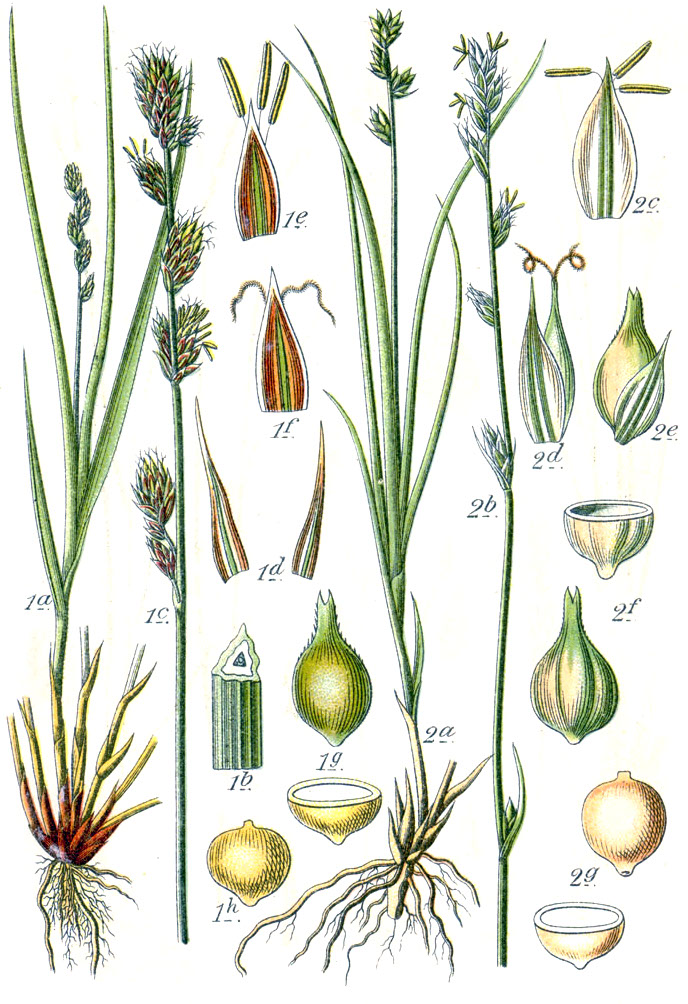
1 — Carex muricata

Стебли 20—60 см высотой, тонкие, окружены при основании светлыми буровато-сероватыми влагалищами листьев.
Листовые пластинки 2—3 мм шириной.
Соцветие 1,5—3 см длиной, густое, не ветвистое, из 4—10 андрогинных немногоцветковых колосков 0,6—0,8 см длиной. Кроющие чешуи коричневые. Мешочки 3,5—4,5 мм длиной, 1,8—2,5 мм шириной, яйцевидные или широкояйцевидные, плоско-выпуклые, перепончатые, с узкими загнутыми краями, без жилок, с гладкой поверхностью, в зрелом состоянии звездчато растопыренные, с явственно выраженным остро-двузубчатым носиком. Кроющие листья чешуевидные (нижние иногда с удлинёнными щетиновидными верхушками) ил, редко, узколинейные.
Плод полностью заполняет мешочек.
Число хромосом 2n=56, 58.
Вид описан из Европы.
Вид варьирует по всему ареалу по форме мешочков от широкояйцевидных (наиболее обычных) до яйцевидных и, иногда, продолговато-яйцевидных.

## Распространение
Северная (юг), Атлантическая, Центральная и Южная Европа; Прибалтика; Европейская часть России: все районы, кроме Арктики, Двино-Печорского, в Карело-Мурманском юг Карелии; Беларусь; Украина: все районы, кроме Карпат, Причерноземья и Крыма; Молдова; Кавказ: Большой Кавказ (редко), Западное (юг), Центральное Закавказье, Азербайджан (Исмаиллинский район, район Агдама); Западная Сибирь: Салаирский кряж и Кузнецкий Алатау, окрестности Кургана, восточная часть бассейна Иртыша, Алтай; Восточная Сибирь: район Минусинска, Канска, река Ханда; Западная Азия: Турция; Южная Азия: Гималаи; Северная Америка (заносное); Северная Африка.
Растёт в разреженных лиственных лесах, кустарниках, на опушках; по склонам гор и холмов.

## Систематика
В пределах вида выделяются три подвида:
- Carex muricata subsp. ashokae Molina Gonz. — от Северо-Восточной Турции до Западных Гималаев
- Carex muricata subsp. cesanensis Molina Gonz. — от Европы до Турции
- Carex muricata subsp. muricata — от Европы до Кавказа

Название Carex muricata L. в понимании Кречетовича В. И. во «Флоре СССР» соответствует Carex echinata Murr.. Название Carex cuprina, принятое им в этой работе для обозначения растений, принадлежащих к Carex muricata L., не является синонимом последнего названия и относится, по-видимому, к Carex otrubae L..